# ALL THE LIGHT
『ALL THE LIGHT』（オール　ザ　ライト）は、GRAPEVINEの16枚目のアルバムである。2019年2月6日にSPEEDSTAR RECORDSより発売された。

## 概要
- 前作『ROADSIDE PROPHET』より約1年5ヶ月振りとなるアルバム。
- 『退屈の花』『Everyman,everywhere』において一部楽曲の編曲に携わったホッピー神山をプロデューサーとして迎えて制作された。
- 『another sky』以来サポートキーボーディストとして録音に参加していた高野勲は、本作の収録には参加していない（本作発売後のツアーには参加）。サポートベーシストの金戸覚が参加していない曲もある。
- ジャムセッションで生まれた楽曲の作曲名義について、従来の「GRAPEVINE」ではなく、セッションの参加者を列挙する形式になっている。
- 前作同様、初回限定盤と通常盤の2種類でのリリースとなった。初回限定版のDVDには、RISING SUN ROCK FESTIVAL 2018 in EZOでのライブ全編が収録されている。

## 収録曲
1. 開花
作詞/作曲：田中和将
神山のリクエストに応えて田中が作成したア・カペラの楽曲。
2. Alright
作詞/作曲：田中和将
配信限定シングル。PVは香港にて撮影された。
3. 雪解け
作詞：田中和将、作曲：亀井亨
4. ミチバシリ
作詞：田中和将、作曲：田中和将・西川弘剛・亀井亨・ホッピー神山
5. Asteroids
作詞：田中和将、作曲：田中和将・西川弘剛・亀井亨・金戸覚・ホッピー神山
6. こぼれる
作詞/作曲：田中和将
神山のリクエストに応えて田中が作成した、エレキギターでの弾き語りの楽曲。
2018年12月26日に先行配信された。PVも制作されており、2019年1月30日に公開された。
7. 弁天
作詞：田中和将、作曲：亀井亨
8. God only knows
作詞：田中和将、作曲：田中和将・西川弘剛・亀井亨・金戸覚・ホッピー神山
9. Era
作詞：田中和将、作曲：亀井亨
10. すべてのありふれた光
作詞：田中和将、作曲：亀井亨
PVが制作されており、アルバム発売当日に公開された。